# 阪哲朗
阪 哲朗（ばん てつろう、1968年 - ）は、日本のクラシック音楽の指揮者。現在、山形交響楽団常任指揮者。

## 略歴
京都市立芸術大学作曲専修にて廣瀬量平に師事し卒業後渡欧。ウィーン国立音楽大学指揮科にてカール・エスターライヒャー、L.ハーガー、湯浅勇治の各氏に師事。1995年第44回ブザンソン国際指揮者コンクール優勝。2007年から2009年まで山形交響楽団の首席客演指揮者。2019年4月から同楽団の常任指揮者に就任。2021年4月1日 滋賀県立芸術劇場びわ湖ホール芸術参与に就任。2023年4月1日 滋賀県立芸術劇場びわ湖ホール芸術監督に就任。2025年、第75回芸術選奨文部科学大臣賞受賞。